# Ernst Erich Noth
Ernst Erich Noth (früher eigentlich Paul Albert Krantz; * 25. Februar 1909 in Berlin; † 15. Januar 1983 in Bensheim) war ein deutscher Schriftsteller und Literaturwissenschaftler.

## Leben
Paul Krantz wuchs in einem Mietshaus in Berlin-Mariendorf auf; sein Stiefvater, der Musiker Karl-Heinz Krantz, hatte dem unehelichen Kind seinen Namen gegeben. Wegen seiner außergewöhnlichen Begabung erhielt er 1919 eine Freistelle im Realgymnasium von Mariendorf, dem heutigen Eckener-Gymnasium. Als Schüler gehörte er vorübergehend dem Jungdeutschen Orden an. 1927 war er in die Steglitzer Schülertragödie verwickelt. Er wurde für acht Monate in Untersuchungshaft genommen und 1928 vor Gericht gestellt. Zugezogene Gutachter waren unter anderem Magnus Hirschfeld, Eduard Spranger und Arnolt Bronnen. Der mit dem Fall verbundene große Presserummel brachte ihm einen unliebsamen frühen Ruhm. Nachdem er vom Vorwurf des Mordes freigesprochen worden war, beendete er seine schulische Ausbildung an der Odenwaldschule in Heppenheim.
Krantz studierte ab 1929 Germanistik an der Universität Frankfurt, wo er der „Roten Studentengruppe“ angehörte. Gleichzeitig wurde er freier Mitarbeiter der Frankfurter Zeitung und verfasste Gedichte und erzählende Texte. 1933 wurde er wegen „kommunistischer Betätigung“ von der Universität relegiert und ihm die Promotion in Frankfurt am Main verwehrt: Zwar lag die Dissertation vor, die nationalsozialistischen Machthaber verboten Krantz jedoch, die mündliche Prüfung abzulegen. Daraufhin emigrierte Krantz im März 1933 nach Frankreich. Er heiratete Elena Fels, in der Ehe wurden vier Söhne und eine Tochter geboren.
Anfangs arbeitete er unter dem bereits in Deutschland verwendeten Pseudonym Ernst Erich Noth an verschiedenen Pariser literarischen Zeitschriften mit und veröffentlichte mehrere Werke in französischer Sprache. Später ging er nach Südfrankreich, wo er bis 1940 Redakteur der Zeitschrift Cahiers du Sud war. Im Mai 1939 wurde ihm von den Nationalsozialisten die deutsche Staatsbürgerschaft aberkannt, und seine Werke wurden auf die Schwarze Liste der Reichsschrifttumskammer gesetzt. 1939 in Les Milles und 1940 war Noth zeitweise interniert; nach der deutschen Besetzung Frankreichs lebte er ein Jahr lang im Untergrund. 1941 gelang ihm mit amerikanischer Hilfe die Flucht in die USA.
In den Vereinigten Staaten war Ernst Erich Noth von 1942 bis 1948 Leiter des deutschsprachigen Rundfunkprogramms der National Broadcasting Company. 1948 wurde er US-amerikanischer Staatsbürger, nunmehr offiziell unter dem Namen Ernst Erich Noth. Von 1949 bis 1959 gab er die Literaturzeitschrift Books Abroad heraus, gleichzeitig war er Professor für Moderne Sprachen und Literaturwissenschaft an verschiedenen amerikanischen Universitäten, darunter an der University of Oklahoma und an der Marquette University (Milwaukee). 1963 kehrte er nach Europa zurück. In Frankreich war er als Verlagslektor und Dozent an den Universitäten in Aix-en-Provence, Marseille und Paris tätig. Ab 1970 lebte er wieder in Deutschland. Die Goethe-Universität in Frankfurt am Main verlieh ihm 1971 den 1933 vorenthaltenen Doktorgrad, und Noth lehrte dort bis 1980, zuletzt als Honorarprofessor.

## Publikationen
- Die Mietskaserne. Roman junger Menschen. Frankfurt am Main 1931, Frauenfeld 1982, Frankfurt am Main 2003
- Die Gestalt des jungen Menschen im deutschen Roman der Nachkriegszeit. Ungedruckte Dissertation 1933. Erschienen Frankfurt 1971, 2001
- La Tragédie de la jeunesse allemande. Übersetzt von Paul Genty. Paris 1934 (deutsche Erstausgabe 2002)
- Der Einzelgänger. Guggenbühl & Huber Schweizer-Spiegel Verlag, Zürich 1936.
  - Un Homme a Part. Übersetzt von A.-E. Sernin. Plon, Paris 1936
- La voie barrée. Paris 1937
- L’homme contre le partisan. Paris 1938
- Le désert. Paris 1939
- L’Allemagne exilée en France. Paris 1939
- La guerre pourrie. New York u. a. 1942
- Ponts sur le Rhin. New York 1947
- Mémoire aux Américains. New York u. a. 1947
- Russes et Prussiens. New York 1948
- The contemporary German novel. Milwaukee, Wisc. 1961
- Le passé nu. Paris 1965
- Mémoires d’un Allemand, Paris, 1970
- Erinnerungen eines Deutschen. Hamburg u. a. 1971
- Weg ohne Rückkehr. Frauenfeld 1982
- Die Tragödie der deutschen Jugend. Frankfurt am Main 2002
- Jup und Adolf. Frankfurt am Main 2003
- Straße gesperrt. Frankfurt am Main 2006
- Der neue deutsche Struwwelpeter. Verse für die politisch reifere Jugend. Frankfurt am Main 2007
- Paul und Marie. Frankfurt am Main 2008
- Erinnerungen eines Deutschen · Die deutschen Jahre. (Erste vollständige Ausgabe nach dem Originalmanuskript), Frankfurt am Main 2009
- Erinnerungen eines Deutschen · Die französischen Jahre. (Erste vollständige Ausgabe nach dem Originalmanuskript), Bensheim an der Bergstraße 2011
- Deutsche Schriftsteller im Exil 1933–1979 – Einführung in die Exilliteratur. Bensheim an der Bergstraße 2012